# رامپلر دی.۱
رامپلر دی. ۱ (به انگلیسی: Rumpler_D.I) یک هواگرد ملخ‌پیشین تک‌موتوره از نوع جنگنده ساخت شرکت Rumpler است. هواگرد رامپلر دی. ۱ نخستین پروازش را در ۱۹۱۷ میلادی انجام داد.